# Bolitoglossa helmrichi
Bolitoglossa helmrich é uma espécie de anfíbio caudado pertencente à família Plethodontidae, sub-família Plethodontinae.